# 克尼特尔费尔德附近圣玛格丽滕
克尼特尔费尔德附近圣玛格丽滕是奥地利施蒂利亚州穆尔河谷县的一个市镇。总面积148.22平方公里，总人口2749人，人口密度19人/平方公里（2016年）。